# Klassischer Amateurfunk

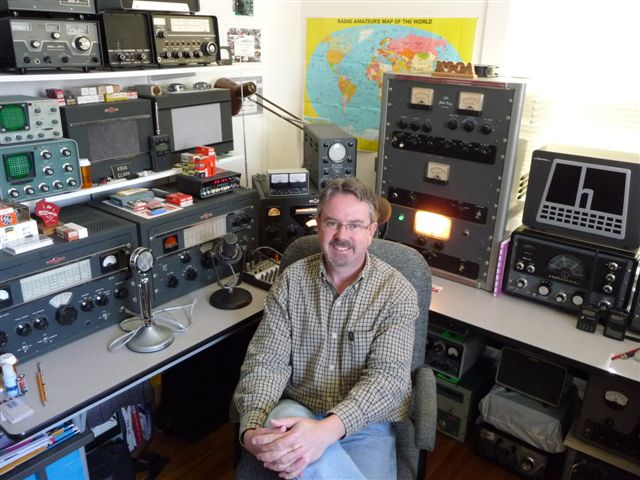
Der Funkamateur K9OA mit seinen Geräten

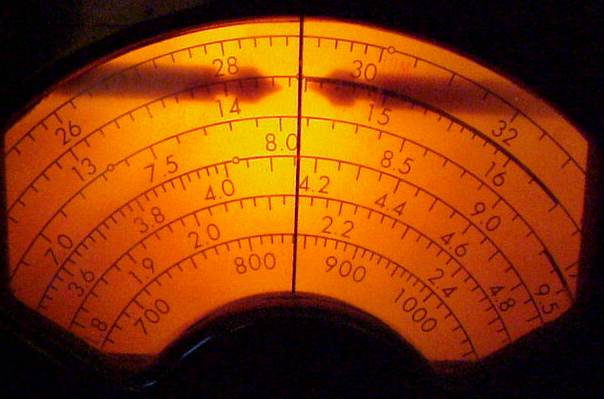
Beleuchtete Abstimmskala des Empfängers Hallicrafters SX-28

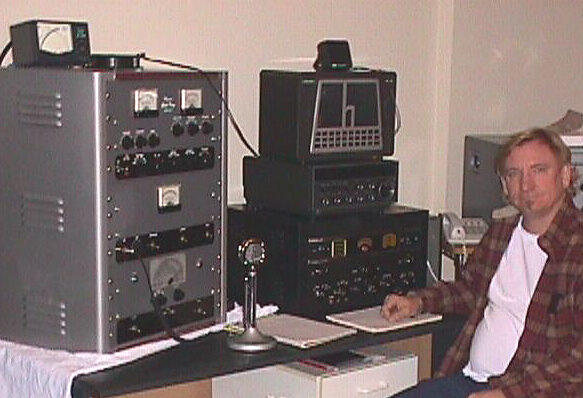
AM-Enthusiast Joe Walsh WB6ACU mit einem typischen Boat-Anchor

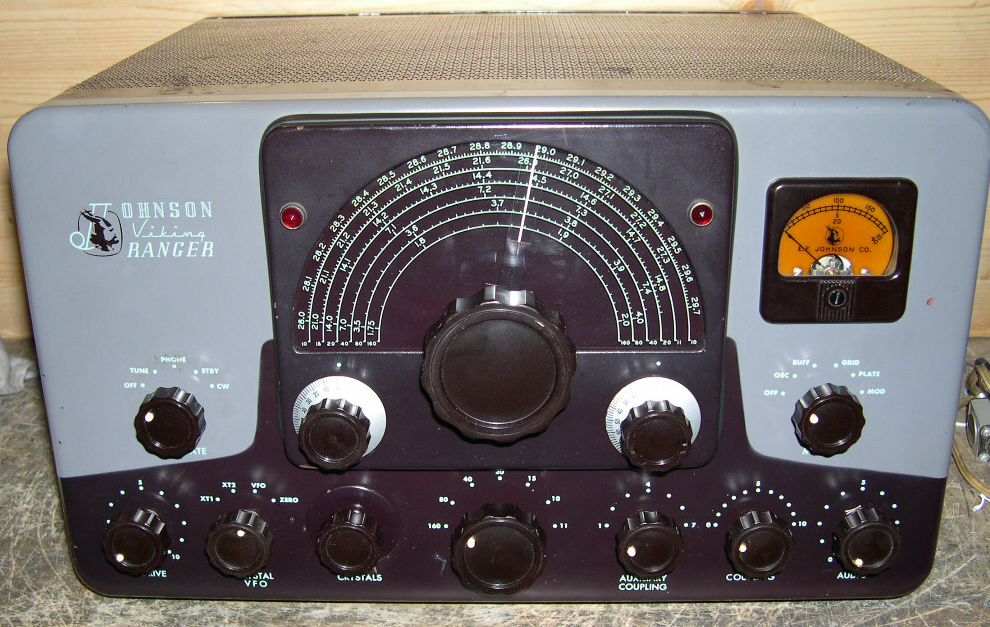
Sender EF Johnson Viking Ranger, ca. 1958

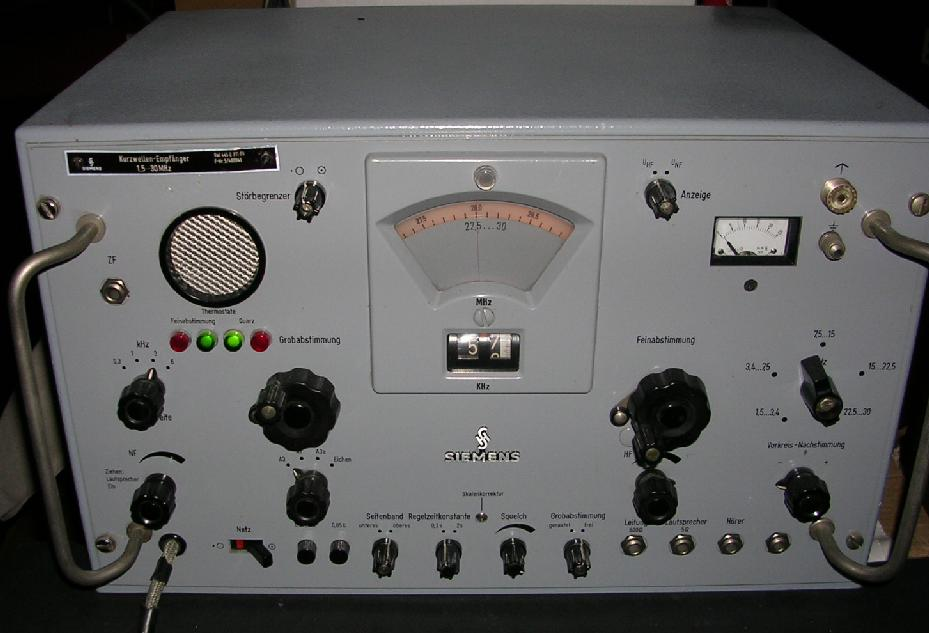
Siemens-Empfänger E311 Version 8d, ca. 1965

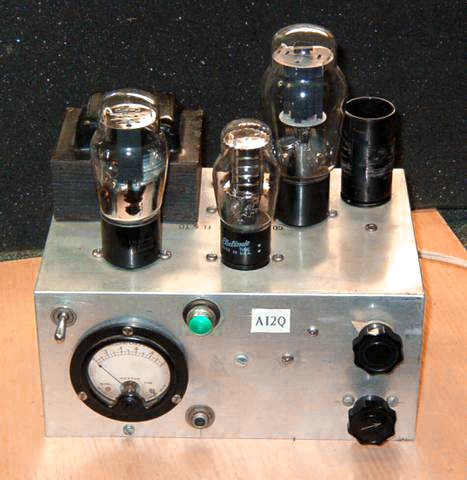
Einfacher Sender von Funkamateur AI2Q

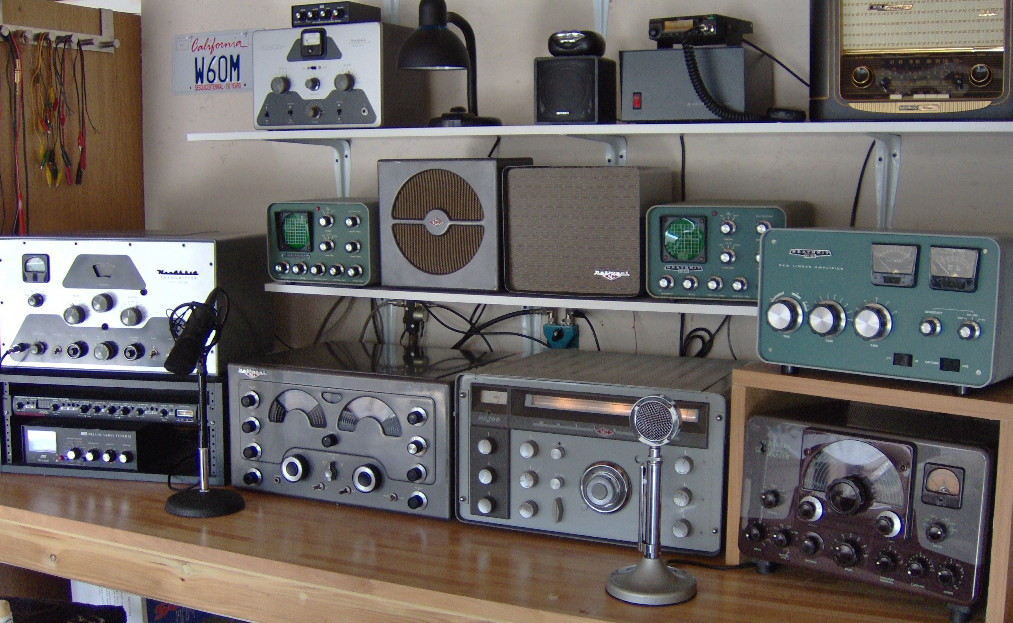
Klassische Geräte der Amateurstation W6OM

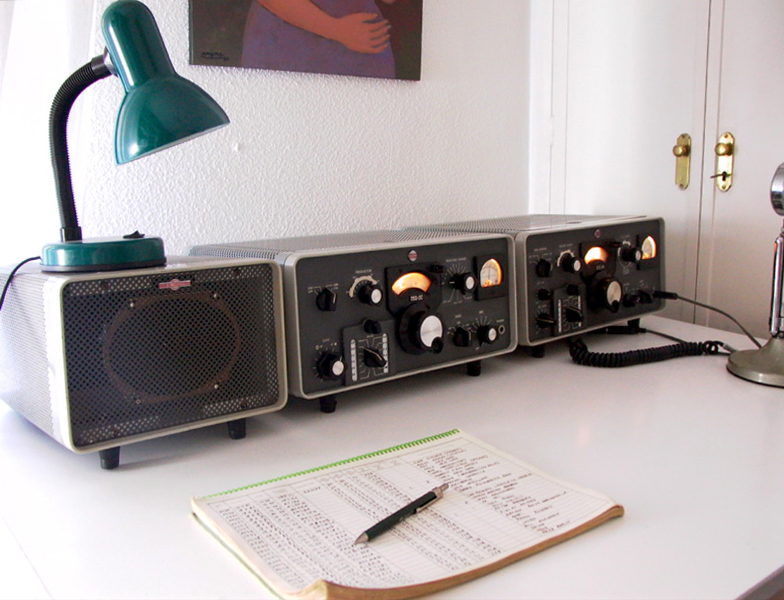
Amateurfunk-Geräte von Collins

Klassischer Amateurfunk ist eine Ausprägung des Amateurfunkhobbys und orientiert sich an der Gerätetechnik und den Modulationsarten, die in den Jahrzehnten um den Zweiten Weltkrieg (1920–1970) vor der Einführung von Digitaltechniken üblich waren.

## Aktivitäten
Klassischer Amateurfunk umfasst Selbstbau von Sendern und Empfängern, sowie die Restaurierung, Nachbau, Erhaltung und Sammlung von historischen Geräten, oft auch aus dem kommerziellen und militärischen Bereich. Enthusiasten betreiben Amateurfunkverkehr mit den Möglichkeiten des damaligen Amateurfunks, wie Amplitudenmodulation, Funkfernschreiben und Morsetelegraphie. Man kann dies als Pflege von älterem Wissen und Grundfertigkeiten des Amateurfunkhobbys betrachten.
Wesentliche Impulse zu dieser Ausprägung des Amateurfunkhobbys kommen aus dem angloamerikanischen Raum, aber auch in Frankreich und Holland haben sich Funkamateure dafür schon zusammengeschlossen.
Bekannt sind auch eine Anzahl von Museumsstationen und Museumsschiffe mit Funkstationen, die dem lizenzierten Funkamateur zugänglich sind. Eher seltener sind Wettbewerbe und Diplomausschreibungen, die auf diesen Aspekt des Amateurfunkhobbys eingehen.
Die Faszination für ein Engagement im klassischen Amateurfunk geht vor allem auch von Elektronenröhren aus, deren Sinnlichkeit viele Amateure mehr anspricht als kommerziell in Serie gefertigte Geräte auf der Basis der Mikroprozessor- und SMD-Technik. Gleichwohl gibt es eine Vielzahl von klassischen Amateurfunkgeräten deren technische Parameter durchaus einem Vergleich mit der aktuellen Technik standhalten können.
Da v. a. ältere militärische Geräte durch ein beachtliches Gewicht auffallen, werden sie im Jargon auch als „Bootsanker“ oder englisch Boat anchor bezeichnet. Der mechanisch geräumigere und übersichtlichere Aufbau bei älterer Technik erleichtert deren Reparatur und Erhaltung auch mit einfacheren amateurmäßigen Mitteln ohne teure Spezialausrüstung.

## Amplitudenmodulation
Amplitudenmodulation (technisch abgekürzt AM oder genormt A3E) ist die ursprüngliche Möglichkeit Sprache im Sprechfunkverkehr zu übertragen. Diese Modulationsart ist ungeachtet ihrer Vor- und Nachteile eine Spezialität im Rahmen der vielfältigen Ausprägungen des Amateurfunkhobbys.
Die Mehrheit der AM-Enthusiasten betreiben Stationen, bei denen Sender und Empfänger getrennte Geräte sind, wie beim klassischen Amateurfunk üblich. Einige wenige verwenden auch ehemalige kleinere Kurzwellenrundfunksender. Üblich sich auch Stationen, sogenannte Homebrew-Stationen, die von Grund auf neu und selbst aufgebaut wurden, wie es vor der kommerziellen Ära des Amateurfunks der Normalfall  gewesen war.

## Klassische Geräte
Klassische Funkverkehrsaktivitäten sind nicht auf die Amplitudenmodulation beschränkt. Viele ältere Geräte lassen sich auch für weitere Arten der Nachrichtenübertragung verwenden, insbesondere sind hier Funkfernschreiben (RTTY), Telegraphie (CW), Frequenzmodulation (FM) und Einseitenbandmodulation (SSB) zu nennen.
Das Sammelgebiet in diesem Rahmen ist nahezu unbegrenzt, oft sehr spezialisiert und umfasst die Produktpalette vieler namhafter Firmen in aller Welt und ist somit ein Beitrag Zeit- und Technikgeschichte auf privater Initiative. Einschlägige Sammlerbörsen sind überwiegend mit Verbindung Verkaufsmessen moderner Hobbyelektronik.

## Eigenbau
Einfache Selbstbaugeräte klassischer Schaltungen knüpfen besonders an die frühe Epoche des Amateurfunks zwischen 1920 und 1930 an, wo praktisch alles selbst in Heimarbeit angefertigt wurde. Auch heute entstehen so noch hübsch anzusehende kleine Gerätschaften in einfacher aber funktionabler Technik. Dazu gibt es auch einen Wettbewerb.
Eine Variante hierzu ist die Kombination mit dem QRP-Betrieb, bei dem mit geringer Sendeleistung gesendet wird. Dies bietet sich aufgrund selbst angefertigt meist kleiner Sender mit geringer Sendeleistung und Empfänger in Röhren oder Halbleitertechnik an.
Hierbei finden oft auch antiquierte Bauteile, welche aus Altgeräten ausgebaut werden, Verwendung.

## Clubs, Termine und Veröffentlichungen
An Wettbewerben sind hier Conteste wie die „AM QSO Party“ der Antique Wireless Association, die „Heavy Metal Rally“ des Electric Radio Magazine und der „Classic Radio Exchange“ zu nennen. Diese Funkaktivitäten sind keine Funkamateurwettbewerbe im traditionellen wettkampforientierten Sinne, bieten jedoch begeisterten Funkamateuren die Möglichkeit die Funktionsfähigkeit und Leistung ihrer Geräte zu demonstrieren.
Die Amateur Radio Lighthouse Society und das AM Radio Network pflegen im US-Bundesstaat Maryland darüber hinaus mit einem Sonderrufzeichen ein besonderes Andenken.
Die Tradition des klassischen Amateurfunkverkehrs wird auch in Großbritannien, den Niederlanden (dort jeden Sonntag auf den Frequenzen  3,575 MHz CW / 3,705 MHz AM) gepflegt.